# NGC 7224
NGC 7224 (другие обозначения — PGC 68242, UGC 11940, MCG 4-52-4, ZWG 473.6, NPM1G +25.0494) — эллиптическая галактика (E) в созвездии Пегас.
Этот объект входит в число перечисленных в оригинальной редакции «Нового общего каталога».